# محمد ادیب العامری
محمد ادیب العامری (۱۹۰۷ – ۱۵ دسامبر ۱۹۷۸) سیاستمدار و نویسندهٔ فلسطینی و یکی از فعالان عرصهٔ آموزش و سیاست در فلسطین و اردن بود.او تعدادی از مناصب ارشد را در دولت اردن، از رئیس دیوان کارمندان گرفته تا معاون وزیرِ بیش از یک وزارتخانه و مدیر رادیوی اردن، بر عهده داشت. العامری طی سال‌های ۱۹۶۷، ۱۹۶۸ و ۱۹۶۹، وزیر امور خارجه، وزیر آموزش و پرورش، سفیر در مصر و سپس وزیر فرهنگ و اطلاعات شد تا اینکه در ۳۰ ژوئن ۱۹۶۹ استعفا داد و بازنشسته شد. او در ژوئیه ۱۹۷۷ به عنوان رئیس انجمن نویسندگان اردن انتخاب شد و تا زمان مرگش در این سمت باقی ماند.العامری به عنوان نویسنده نیز شناخته می‌شد. او اولین نوشته‌های خود را در سنین پایین منتشر کرد و با وجود تعداد کم نوشته‌هایش، کتاب‌هایش متمایز شدند. او مقالات و داستان‌های خود را در تعداد زیادی از روزنامه‌ها و مجلات، از جمله «الصراط المستقیم»، «الجامعه العربیه» و «الفجر»، «السیاسة الاسبوعیة»، «الرسالة»، «الثقافة»، «المقتطف»، «الأدیب» و «الدفاع» منتشر شد.

## زندگی و پیشه
محمد ادیب العامری در سال ۱۹۰۷ در یافا متولد شد. به مکتب پیوست سپس به مدرسهٔ ابتدایی امیریه و پس از آن در مدرسهٔ راهنمایی یافا درس خواند. تحصیلات متوسطه خود را در سال ۱۹۲۴ در دبیرستان همان شهر به پایان رساند. او مدرک لیسانس خود را در رشتهٔ علوم طبیعی از دانشگاه آمریکایی بیروت در سال ۱۹۲۹ و در رشتهٔ شیمی و فیزیک در سال ۱۹۳۰ دریافت کرد.
او به همراه تعدادی از هموطنانش در یافا، باشگاه فرهنگی دانشجویی را تأسیس کرد که هستهٔ اصلی کمپین استقلال بود، کمپینی که حمدی الحسینی بعداً در تأسیس آن مشارکت داشت. او عضو انجمن العروة الوثقی و اتحادیه دانشجویان بود و در سال ۱۹۲۷ رئیس باشگاه فلسطینیان شد. با وجود فعالیت سیاسی قابل توجهش در دانشگاه، به حزب سیاسی خاصی تعلق نداشت. او در دوران ریاستش بر این باشگاه، رهبری مبارزه علیه صهیونیسم و قیمومت بریتانیا را بر عهده داشت تا اینکه در جریان انقلاب ۱۹۲۹ دستور دستگیری او صادر شد و او به ماوراء اردن پناه برد.
او در وزارت آموزش و پرورش اردن به عنوان معلم در مدرسهٔ راهنمایی السلط، سپس به عنوان مدیر آن و پس از آن به عنوان بازرس علوم در این وزارتخانه مشغول به کار شد. العامری به فلسطین بازگشت و به عنوان دستیار مدیر ایستگاه رادیویی در اورشلیم مشغول به کار شد. در سال ۱۹۵۰ مدرک دیپلم حقوق خود را از مؤسسهٔ حقوق فلسطین در اورشلیم دریافت کرد.پس از نکبت ۱۹۴۸، او به اردن بازگشت و مدیر رادیوی اردن و نمایندهٔ اردن در کمیسیون بین‌المللی آتش‌بس شد. در طول دهه‌های ۱۹۵۰ و ۱۹۶۰، او تعدادی از مناصب ارشد دولتی را در وزارت امور خارجه، وزارت آموزش و پرورش، ادارهٔ واردات و صادرات، وزارت سازندگی و بازسازی، ادارهٔ خدمات کشوری و ادارهٔ حسابرسی بر عهده داشت.وی تعدادی از مقالات خود را در روزنامه‌ها و مجلات منتشر کرد، از جمله: هفته‌نامهٔ «السیاسة»، و «الرسالة»، و «الثقافة»، و «المقتطف»، و مجلهٔ لبنانی «الأدیب».
پس از وقایع عراق در سال ۱۹۵۸، چندین دستگیری از اعضای احزاب همسو با کودتاچیان صورت گرفت. این شامل العامری هم می‌شد که رسماً به هیچ حزبی وابسته نبود. پس از مدتی آزاد شد و یک دفتر وکالت باز کرد و به مدت چهار سال به این حرفه مشغول شد. در دوران حکومت وصفی التل، در سال ۱۹۶۱ به عنوان مدیر شرکت دباغی منصوب شد.
العامری از ۲ اوت ۱۹۶۷ تا ۷ اکتبر ۱۹۶۷ وزیر امور خارجه در دولت سعد جمعه، از ۷ اکتبر ۱۹۶۷ تا ۲۵ آوریل ۱۹۶۷ وزیر آموزش و علوم در دولت بهجت التلهونی، از ۲۶ دسامبر ۱۹۶۸ تا ۲۴ مارس ۱۹۶۹ وزیر فرهنگ، اطلاعات، گردشگری و آثار باستانی در دولت بهجت التلهونی، از ۲۴ مارس ۱۹۶۹ تا ۳۰ ژوئن ۱۹۶۸ دوباره در همین در همان دولت گمارده شد.
محمد ادیب العامری یکی از بنیانگذاران انجمن نویسندگان اردن در سال ۱۹۷۴ بود و بیش از یک بار به عنوان رئیس آن انتخاب شد. در دوران ریاستش بر این انجمن، دعوتنامه‌ای برای سفر به چکسلواکی جهت امضای قرارداد همکاری فرهنگی دریافت کرد، بنابراین به پراگ رفت. در حالی که در پراگ بود، دچار حمله قلبی شد و به بیمارستان منتقل شد. با این حال، او خیلی زود در ۱۵ دسامبر ۱۹۷۸ درگذشت و جسدش به امّان منتقل شد و در گورستان سحاب به خاک سپرده شد.

## آثار
او علاوه بر تعدادی کتاب درسی و ترجمه، کتاب‌های زیادی منتشر کرد، از جمله مهم‌ترین آنها:
- شعاع النور وقصص أخرى: دار المعارف، قاهره، ۱۹۵۳.
- عائلات النبات الشهيرة: دار الطباعة والنشر، امّان، ۱۹۶۷.
- الحياة والشباب: ترجمه، از اریک تریمر، منشورات عویدات، بیروت، ۱۹۶۷.
- القدس العربية: دار الطباعة والنشر، امّان، ۱۹۷۱.
- عروبة فلسطين في التاريخ: المکتبة العصریة، بیروت، ۱۹۷۴.